# Кумса
Кумса — река в России, протекает по Медвежьегорскому району Карелии.

## Общие сведения
Впадает в Онежское озеро в городе Медвежьегорске. Длина реки — 62 км, площадь водосборного бассейна — 738 км².

## Бассейн
Исток Кумсы — Верхнее Кумчозеро.
На своём пути река протекает два крупных озера: Матка и Кумчозеро. Также к бассейну Кумсы относится озеро Остречье.
В 14 км от устья по левому берегу реки впадает река Остёр, в бассейне которой следующие озёра:
- Остерозеро (исток Остёра)
- Сайозеро
- Вожема
- Поштозеро
- Большое Пергенеламби

## Данные водного реестра
По данным государственного водного реестра России относится к Балтийскому бассейновому округу, водохозяйственный участок реки — Бассейн Онежского озера без рек Шуя, Суна, Водла и Вытегра, речной подбассейн реки — Свирь (включая реки бассейна Онежского озера). Относится к речному бассейну реки Нева (включая бассейны рек Онежского и Ладожского озера).

## Съёмки фильма
На берегу реки Кумсы в городе Медвежьегорске летом велись съёмки фильма «Любовь и голуби».

## Галерея
- Кумса
- Автомобильный мост и табличка
- Вид против течения
- Вид по течению